# Xenonauts
Xenonauts é um jogo eletrônico de turno desenvolvido e publicado como título principal da desenvolvedora de jogos Goldhawk Interactive. Inspirado pelo classico video game de 1994 UFO: Enemy Unknown (Chamado X-COM: UFO Defense na America do Norte), o jogo envolve assumir o papel do comandante em controle de uma organização secreta conhecida como os Xenonauts, e tentar defender a terra de uma invasão alienigena em um mundo alternativo no ano de 1979. O jogo foi lançado em 17 de Junho de 2014 para Microsoft Windows. Portado para macOS e Linux foi baseado inicialmente na camada de compatibilidade oferecida por Wine até que o suporte nativo foi implementado.

## Reception
Xenonauts foi em geral bem recebido pela crítica, recebeu uma pontuação de 85% na PC Gamer, e 77% no Metacritic, baseado em 21 revisões.